# Појнт Бејкер (Флорида)
Појнт Бејкер (енгл. Point Baker) насељено је место без административног статуса у америчкој савезној држави Флорида.

## Демографија
По попису из 2010. године број становника је 2.991.
| Група             | 2000.    | 2010.         |
| Белци             | 0 (0,0%) | 2.487 (83,1%) |
| Афроамериканци    | 0 (0,0%) | 235 (7,9%)    |
| Азијати           | 0 (0,0%) | 47 (1,6%)     |
| Хиспаноамериканци | 0 (0,0%) | 118 (3,9%)    |
| Укупно            | 0        | 2.991         |